# Aphyosemion australe
Aphyosemion australe là một loài cá nước ngọt thuộc họ Nothobranchiidae. Chúng được tìm thấy xung quanh Cape Lopez và trong khu vực xung quanh tại Gambon.

## Hình dáng
Cơ thể A. australe có nhiều màu. Phổ biến nhất là màu sô cô la, vàng và cam. Con đực có thể đạt đến chiều dài khoảng 6 cm, con cái thì hơi nhỏ hơn. Con cái cũng ít màu sắc; thường là màu nâu nhạt, và có vây tròn.

## Hình ảnh

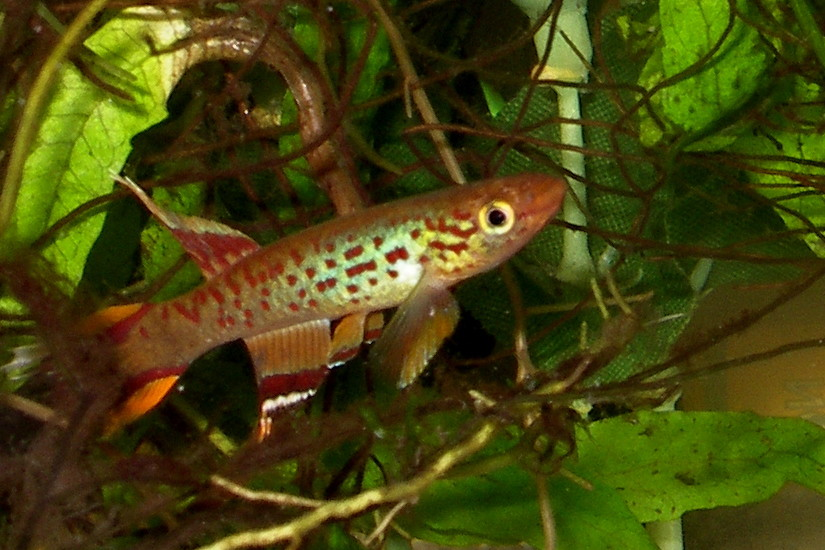
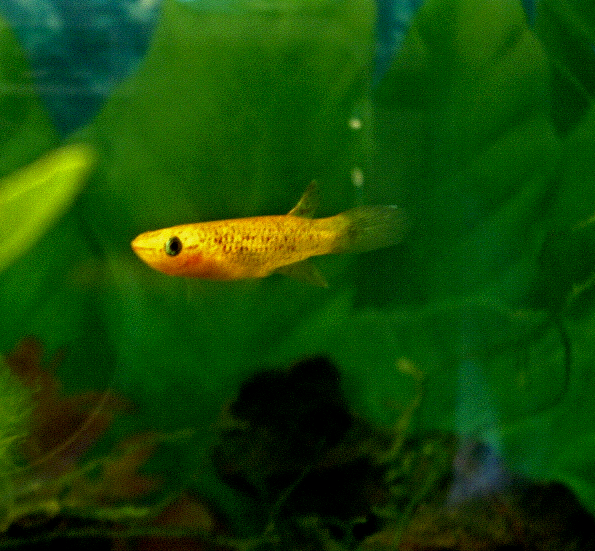
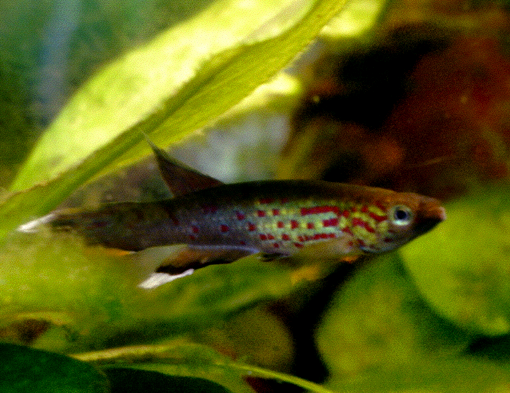